# کاروان (تصنیف)
کاروان نام یک تصنیف است با خوانندگی غلامحسین بنان که در گوشهٔ دیلمان از آواز دشتی اجرا شده‌است.

## تاریخچه
این تصنیف نخستین بار در برنامهٔ رادیویی گل‌های رنگارنگ شمارهٔ ۲۱۷، با همکاری مرتضی محجوبی (آهنگساز) و رهی معیری (شاعر) اجرا شده‌است. در این برنامه ابتدا یک قطعهٔ چهارمضراب از ابوالحسن صبا اجرا می‌شود، سپس بنان یک قطعهٔ آوازی در گوشهٔ دیلمان از آواز دشتی و پس از آن تصنیف کاروان را با آهنگسازی محجوبی و شعر معیری اجرا می‌کند. این قطعات را جواد معروفی برای اجرا با پیانو و ارکستر تنظیم کرده‌است. بنابر توضیحات تقی روحانی (گویندهٔ برنامه)، اعضای ارکستر گل‌ها در این برنامه عبارتند از مرتضی محجوبی، جواد معروفی، علی تجویدی، همایون خرم، حبیب‌الله بدیعی، عباس شاپوری، سلیم فرزان، محمد میرنقیبی، علیرضا ایزدی، و امیرناصر افتتاح. برخی منابع به اشتباه حسینعلی وزیری‌تبار را به عنوان نوازندهٔ ساز قره‌نی این اثر معرفی می‌کنند اما مشاهده می‌شود که تقی روحانی هنگام معرفی اعضای ارکستر گل‌ها در این اجرا، اسمی از حسینعلی وزیری‌تبار نمی‌برد و سلیم فرزان تنها نوازندهٔ قره‌نی در بین این هنرمندان است. همچنین غلامحسین بنان در برنامهٔ رادیویی «سرگذشت رادیو» از سلیم فرزان به عنوان نوازندهٔ قره‌نی این اثر نام می‌برد. بنابر توضیحات رهی معیری در یک مصاحبهٔ رادویی، ترانهٔ کاروان به یاد رضا محجوبی ساخته شده است. همچنین تقی روحانی در ابتدای برنامه به این نکته که این اثر به یاد رضا محجوبی تنظیم یافته‌است، اشاره می‌کند. از طرفی به گفتهٔ همسر صبا، قطعهٔ کاروان را محجوبی در واکنش به خبر درگذشت صبا خلق کرده‌است و ترجیع‌بند شعر آن («با ما بودی، بی ما رفتی») نیز به همین حادثه اشاره دارد. اما شهرخ پیرنیا فرزند داوود پیرنیا ساخت این قطعه را به یک گردهمایی هنرمندان در منزل پدرش منتسب کرده‌است. تصنیف کاروان یکی از آثار گرانبهای بنان دانسته می‌شود.

## بازخوانی
تاکنون خوانندگان فراوانی این تصنیف را بازخوانی کرده‌اند از جمله محمدرضا شجریان (در یک اجرای خصوصی همراه با سه‌تار پرویز مشکاتیان و نی محمد موسوی) و مرضیه (برنامهٔ رادیویی گل‌های رنگارنگ شمارهٔ ۲۲۰).
همچنین علی زند وکیلی در سال ۱۳۹۵ به یاد غلامحسین بنان این قطعه را مجدداً اجرا کرد.
شهاب طالقانی نیز در سال ۱۴۰۱ این قطعه را با عنوان «تنها ماندم» و در گستره‌ی صوتی بَم (باس) در تلفیق با موسیقی بلوز اجرا نموده است.